# Замок Брайт
Замок Брайт (англ. Bright Castle) — один із замків Ірландії, розташований у графстві Даун, Північна Ірландія, біля міста Даунпатрік. Замок являє собою трьохповерхову башту. Побудований десь у кінці XV або на початку XVI століття. Від замку збереглося менше половини споруди. Збереглася східна стіна висотою близько 6 м ззовні, фрагменти північної та південної стін, на західній частині стіна повністю зруйнована. Замок заплановано оголосити пам'яткою історії та архітектури.